# Henri-Georges Clouzot
Henri Georges Léon Clouzot (Niort, 20 novembre 1907 – Parigi, 12 gennaio 1977) è stato un regista, sceneggiatore e produttore cinematografico francese, considerato uno dei protagonisti del cinema noir degli anni quaranta e cinquanta..
Dopo aver scritto sceneggiature per registi come Carmine Gallone, Jacques de Baroncelli e Anatole Litvak, Clouzot ha conosciuto il successo come regista prima in Francia con L'assassino abita al 21 (1942) e Il corvo (1943) e poi a livello internazionale con Legittima difesa (1947), Vite vendute (1953) e I diabolici (1955).
Oltre a una candidatura all'Oscar per il miglior film straniero nel 1961 per La verità, durante la sua carriera ha ricevuto un Leone d'oro, un Orso d'oro e il Grand Prix al Festival di Cannes.
È stato sposato con l'attrice brasiliana Véra Clouzot, musa ispiratrice e interprete di alcune delle sue pellicole degli anni cinquanta.

## Biografia
Nato nel 1907 a Niort da Noël Georges Clouzot e Suzanne Torchut, nel 1922 Henri-Georges si trasferì con la famiglia a Brest dove frequentò l'École navale, senza però riuscire a diventare cadetto della marina francese a causa della sua miopia. All'età di 18 anni partì per Parigi per studiare scienze politiche e per un breve periodo fu segretario del deputato e ministro Louis Marin. Nella capitale entrò in contatto con artisti quali René Dorin e Mauricet, grazie ai quali scoprì di avere un talento per la scrittura che in breve tempo lo portò a lavorare per il teatro e il cinema come drammaturgo e adattatore dei dialoghi.

### Gli inizi da sceneggiatore (1931-1941)

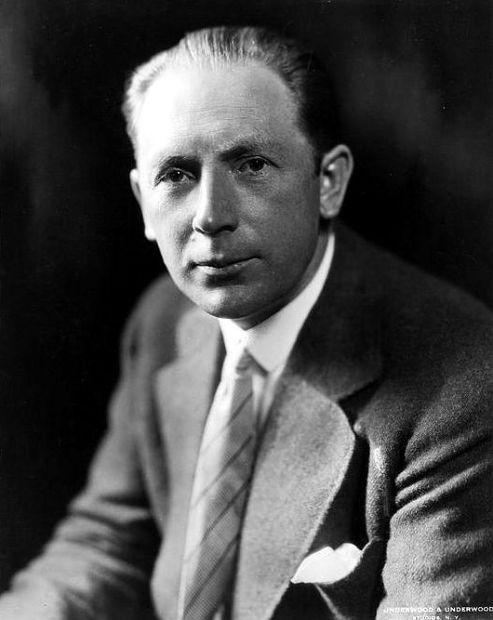
Friedrich Wilhelm Murnau e il cinema espressionista tedesco esercitarono una grande influenza su Clouzot nei primi anni trenta.

Nel 1931 scrisse le prime sceneggiature per Ma cousine de Varsovie e Di notte a Parigi di Carmine Gallone e diresse La Terreur des Batignolles, un cortometraggio in cui il critico e storico Claude Beylie riscontrò «l'uso espressivo di ombre e contrasti di luce che Clouzot avrebbe sfruttato nei suoi lungometraggi».
Il produttore Adolphe Osso lo indirizzò in Germania allo Studio Babelsberg di Potsdam, dove firmò la versione francese di alcuni Operettenfilm, genere molto in voga nei primi anni del sonoro. Clouzot imparò il mestiere tra Berlino, Praga, Budapest e Vienna, rimase impressionato dal lavoro di F.W. Murnau e conobbe Fritz Lang (poco prima che lasciasse la Germania), convincendosi sempre di più del valore estetico della settima arte.
Dopo essere stato licenziato dall'UFA per i suoi legami con alcuni produttori ebrei, nel 1934 tornò a Parigi dove conobbe l'attore Louis Jouvet, in seguito interprete di alcuni dei suoi film. L'anno successivo gli venne diagnosticata la tubercolosi che lo costrinse a trascorrere quattro anni nei sanatori di Leysin e Praz-Coutant, periodo in cui Clouzot si immerse nella lettura e nella scrittura e affinò i meccanismi della narrazione.
Rientrato a Parigi subito dopo lo scoppio della seconda guerra mondiale, scrisse alcune opere teatrali (On prend les mêmes, Comédie en trois actes) e le difficoltà finanziarie lo costrinsero a cercare invano di vendere testi a Édith Piaf. L'occasione arrivò nel 1941 grazie alla Continental Films, società di produzione tedesca fondata in Francia durante l'occupazione nazista. Il direttore Alfred Greven, che conosceva dai tempi di Berlino, gli offrì di adattare libri gialli per il cinema e Clouzot scrisse L'ultimo dei sei e Gioventù traviata, tratti da romanzi di Stanislas-André Steeman e Georges Simenon.

### Le prime regie (1942-1946)
Grazie al successo ottenuto dalle due pellicole, Clouzot fu assunto come capo della divisione sceneggiature della Continental e iniziò a lavorare al secondo adattamento di un romanzo di Steeman, L'assassino abita al 21, che rappresentò anche la sua prima regia di un lungometraggio. Uscito nell'agosto del 1942, il film fu accolto positivamente e dette inizio alla fase noir della sua produzione, caratterizzata dall'esasperazione emotiva e dall'enfatizzazione della suspense.
Un anno dopo diresse Il corvo, scritto con Louis Chavance e basato sulla vera storia di una donna che nel 1917 aveva inviato lettere minatorie nella cittadina francese di Tulle. Il film fu oggetto di accuse da parte della Chiesa cattolica, che lo considerò "severo e doloroso" e "costantemente morboso nella sua complessità", dal governo di Vichy, che lo qualificò come l'antitesi della Révolution nationale e chiese che fosse bandito per i suoi valori immorali, e dalla stampa comunista, che lo considerò un esempio di propaganda nazista a causa del suo ritratto negativo del popolo francese.
Il governo censurò il film, che fu comunque proiettato nei ciné-club richiamando migliaia di spettatori e ottenendo il plauso della critica, e impose al regista il divieto di lavorare nell'industria cinematografica francese. Grazie anche al sostegno ricevuto da numerosi artisti e intellettuali, tra cui Jean Cocteau, Jean-Paul Sartre, Albert Camus, Jacques Becker, Pierre Bost e Henri Jeanson, dopo due anni il divieto venne revocato e Clouzot poté tornare a lavorare.

### Il successo internazionale (1947-1950)
Dopo aver cercato invano i finanziamenti per portare sullo schermo Risata nel buio di Vladimir Nabokov, Clouzot entrò in contatto con Anatole Eliacheff che si offrì di produrre il suo prossimo film, a patto che fosse un film "commerciale". Il regista puntò ancora una volta su un romanzo di Steeman e suggerì Légitime défense che aveva letto qualche anno prima. Non riuscendo a trovare in giro nessuna copia ne fece richiesta direttamente all'autore, ma quando la copia arrivò aveva già scritto due terzi della sceneggiatura insieme a Jean Ferry basandosi solo sui suoi ricordi. Il 9 settembre 1947 Legittima difesa fu proiettato in anteprima alla Mostra di Venezia, dove Clouzot si aggiudicò il premio internazionale per la regia, e dal mese di ottobre uscì nelle sale ottenendo un enorme consenso di critica e pubblico e lanciando il nome del regista a livello internazionale.
«Ero stanco di storie inventate», ha dichiarato Clouzot a proposito del documentario sul Brasile che tentò di realizzare nel 1950, «di sceneggiature cucite insieme artificialmente, di personaggi caricaturali ai quali dare vita senza crederci... Volevo parlare direttamente al pubblico, senza l'intermediazione di interpreti o aneddoti, volevo dire semplicemente ciò che provavo e mostrare semplicemente ciò che avevo visto nel modo in cui lo avevo visto». Il progetto non andò come sperato per una serie di complicazioni, a partire dalla salute di Véra che dovette subire un intervento chirurgico. Inoltre le procedure amministrative si rivelarono più complicate del previsto e le autorità brasiliane crearono problemi per l'immagine poco "turistica" che il regista voleva dare del paese. Il 3 luglio 1950 Clouzot rinunciò definitivamente al documentario.
L'affermazione artistica coincise con la fine della sua relazione con Suzy Delair, conosciuta 12 anni prima durante uno spettacolo di cabaret al Théâtre des Deux Ânes di Parigi e protagonista di Legittima difesa accanto a Louis Jouvet, e il rapporto tormentato con l'attrice gli fu d'ispirazione nel 1949 per il dramma Manon, basato sulla Manon Lescaut di Antoine François Prévost. «La simmetria dell'amore di Des Grieux per Manon corrisponde ai miei tira e molla con Suzy», affermò Clouzot, «non con posizioni persistenti come nel romanzo, masochismo e vanità, ma per la mancanza di una reale corrispondenza». Scritto di nuovo con Jean Ferry e interpretato da una giovane Cécile Aubry, il film bissò il successo del precedente e portò al regista il Leone d'oro a Venezia e il Premio Méliès della critica francese.
Dopo Ritorna la vita per il quale scrisse e diresse l'episodio Le Retour de Jean, nell'autunno del 1949 Clouzot realizzò la sua unica commedia, Un marito per mia madre, adattamento dell'opera teatrale Miquette et sa mère già portata al cinema nel 1934 da Henri Diamant-Berger e nel 1940 da Jean Boyer. Il film fu un insuccesso commerciale ma anche l'occasione per lavorare con la segretaria di edizione Vera Amado, figlia di un diplomatico brasiliano ed ex moglie dell'attore Léo Lapara con il quale aveva lavorato in piccoli ruoli teatrali. Il regista aveva già conosciuto Vera durante la lavorazione di Legittima difesa e il nuovo incontro si rivelò "fatale", tanto che i due convolarono a nozze il 3 febbraio 1950.
Affascinato dalle origini di Véra, pochi mesi dopo intraprese con lei un viaggio in Brasile con l'intenzione di girare un documentario in forma di diario di viaggio. Il progetto fu caratterizzato da molti problemi e alla fine il documentario diventò un libro, Le Cheval des Dieux, in cui il regista descrisse le superstizioni e i riti religiosi a cui aveva assistito.

### Il ritorno in Francia e la morte di Véra (1951-1960)
Influenzato dalla recente esperienza, una volta tornato a Parigi Clouzot decise di voltare le spalle alle abitudini e alle consuetudini cittadine e di realizzare il suo prossimo film esplorando nuovi territori. Il romanzo Le Salaire de la peur di Georges Arnaud, che aveva scritto delle sue esperienze da espatriato in Sud America, gli consentì di trovare l'ambientazione che aveva in mente. Insieme al fratello Jean, accreditato come Jérôme Géronimi, adattò molto liberamente la storia di un gruppo di uomini disperati cui viene offerto denaro per portare due camion carichi di nitroglicerina attraverso terreni accidentati. Clouzot creò il ruolo di Linda (assente nel romanzo) appositamente per la moglie e per lavorare con maggiore libertà fondò la società di produzione Véra Films.

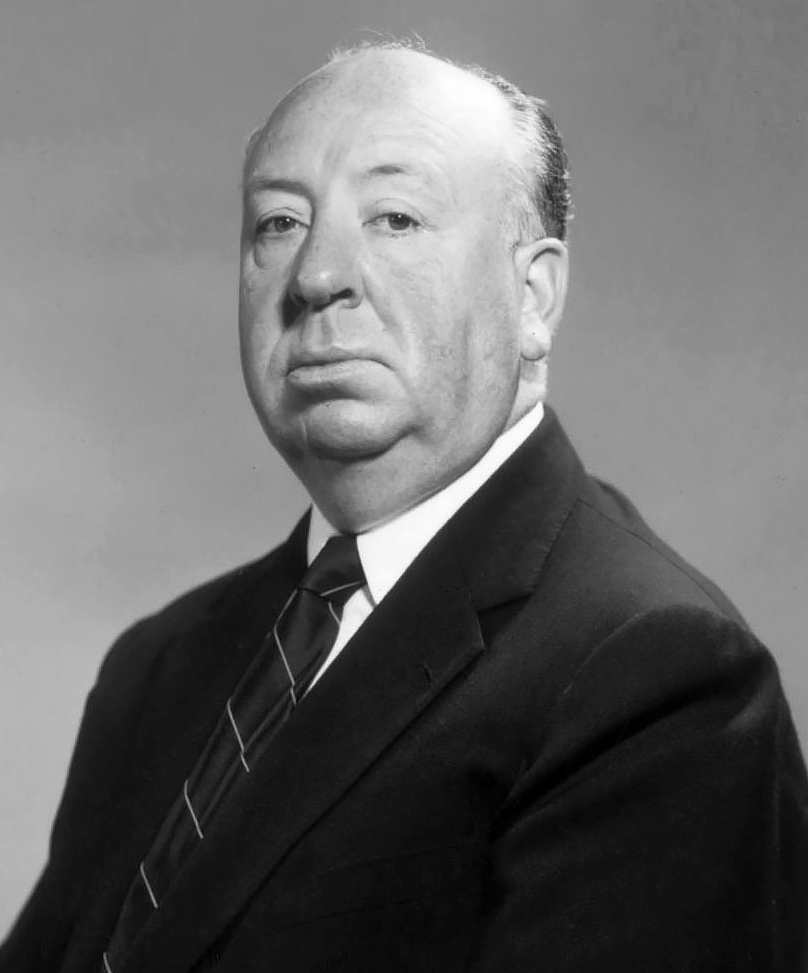
Nel 1956 Clouzot acquisì i diritti del romanzo I diabolici anticipando Alfred Hitchcock, anche lui interessato al soggetto.

Le riprese di Vite vendute iniziarono il 27 agosto 1951 e furono afflitte da numerosi problemi. Le piogge torrenziali bloccarono continuamente la lavorazione in Camargue, dove venne creata la piccola città di Las Piedras, la salute di Véra peggiorò e il regista si ruppe una caviglia. A novembre i costi avevano sforato il budget di 50 milioni di franchi e meno della metà era stato realizzato. Dopo sei mesi di interruzione furono trovati altri fondi e il film fu finalmente completato nell'estate del 1952. Con quasi 7 milioni di spettatori Vite vendute fu il secondo film più popolare in Francia nel 1953 e fu il primo e unico a vincere sia il Grand Prix al Festival di Cannes che l'Orso d'oro a quello di Berlino.
Dopo il mancato progetto di un film sulla guerra d'Indocina e la sceneggiatura di S.O.S. Lutezia, diretto da Christian-Jaque nel 1956, le superstizioni che lo avevano affascinato in Brasile indirizzarono la sua attenzione sul romanzo I diabolici di Pierre Boileau e Thomas Narcejac, storia ai confini del soprannaturale in cui la vittima di un omicidio torna a perseguitare i responsabili. Clouzot acquistò i diritti battendo sul tempo Alfred Hitchcock (che pochi anni dopo adattò dagli stessi autori La donna che visse due volte), e il romanzo gli permise di affidare a Véra il primo ruolo importante, quello della direttrice Christina Delasalle. I diabolici fu acclamato dalla critica internazionale che lo considerò tra i migliori thriller del decennio e definì Clouzot il "maestro della suspense" e l'"Hitchcock francese".
Dopo il documentario Il mistero Picasso del 1956, premiato a Cannes ma un fallimento dal punto di vista finanziario con soli 37.000 spettatori, l'anno successivo realizzò il thriller sulla guerra fredda Le spie, adattamento del romanzo Le Vertige de minuit di Egon Hostovský. Il film si rivelò un altro fiasco al botteghino e non fu distribuito negli Stati Uniti a causa del soggetto (e della presenza nel cast di Sam Jaffe, all'epoca nella lista nera di Hollywood), ma soprattutto segnò l'ultima apparizione sul grande schermo di Véra, la cui salute stava ormai continuando a peggiorare

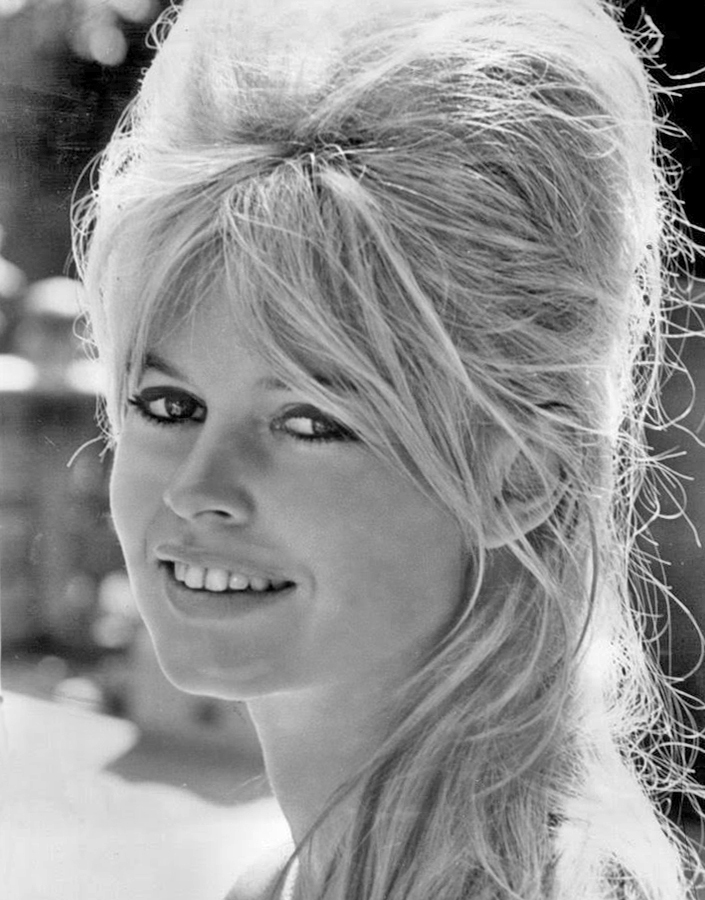
Brigitte Bardot, protagonista nel 1960 de La verità.

Gli ultimi insuccessi professionali segnarono profondamente Clouzot che alla fine degli anni cinquanta fu anche aspramente criticato dagli esponenti della Nouvelle Vague. Se da un lato la sua reputazione non fu scalfita a livello internazionale, la stessa cosa non avvenne in Francia dove il cinema stava cambiando e dove i nuovi registi espressero il loro disappunto attraverso articoli e recensioni sui Cahiers du cinéma.
Ripianati i debiti della Véra Films, Clouzot si convinse di dover rinnovare il suo cinema e si mise alla ricerca di una storia. Il produttore Raoul Levy si offrì di finanziare il film e suggerì come protagonista la giovane Brigitte Bardot, una delle nuove icone del cinema francese. Per la prima volta, l'idea per il soggetto non venne da un romanzo ma da un fatto di cronaca che lo aveva colpito anni prima: il caso di Pauline Dubuisson, unica donna condannata in Francia alla pena di morte per un delitto passionale, poi condannata all'ergastolo e infine rilasciata per buona condotta.
Clouzot chiese aiuto a Simone Drieu per scrivere la sceneggiatura, quando la rivista Jours de France gli fece una richiesta insolita: seguire il processo di Clotilde Seggiaro, direttrice di un hotel derubata dall'ex amante e accusata di complicità per non averlo denunciato. Clouzot accettò e, improvvisatosi cronista giudiziario,  raccontò per il giornale il processo e l'atmosfera che lo circondava, un'esperienza che lo aiutò nella realizzazione di La verità. Sul set il rapporto con la Bardot non si rivelò semplice soprattutto per il comportamento dispotico del regista. «Voleva che mi affidassi completamente a lui», ha dichiarato in seguito l'attrice, «si comportava con me come un padrone assoluto». Il film uscì nelle sale il 2 novembre 1960 e fu candidato all'Oscar per il miglior film straniero, oltre a risultare il secondo più popolare dell'anno in Francia con quasi 6 milioni di spettatori.
Poche settimane dopo, il 15 dicembre 1960 Véra Clouzot fu stroncata da un attacco di cuore all'età di 47 anni, una morte che per ironia della sorte aveva già "rappresentato" sullo schermo nel finale de I diabolici.

### Gli ultimi progetti e la malattia (1961-1977)

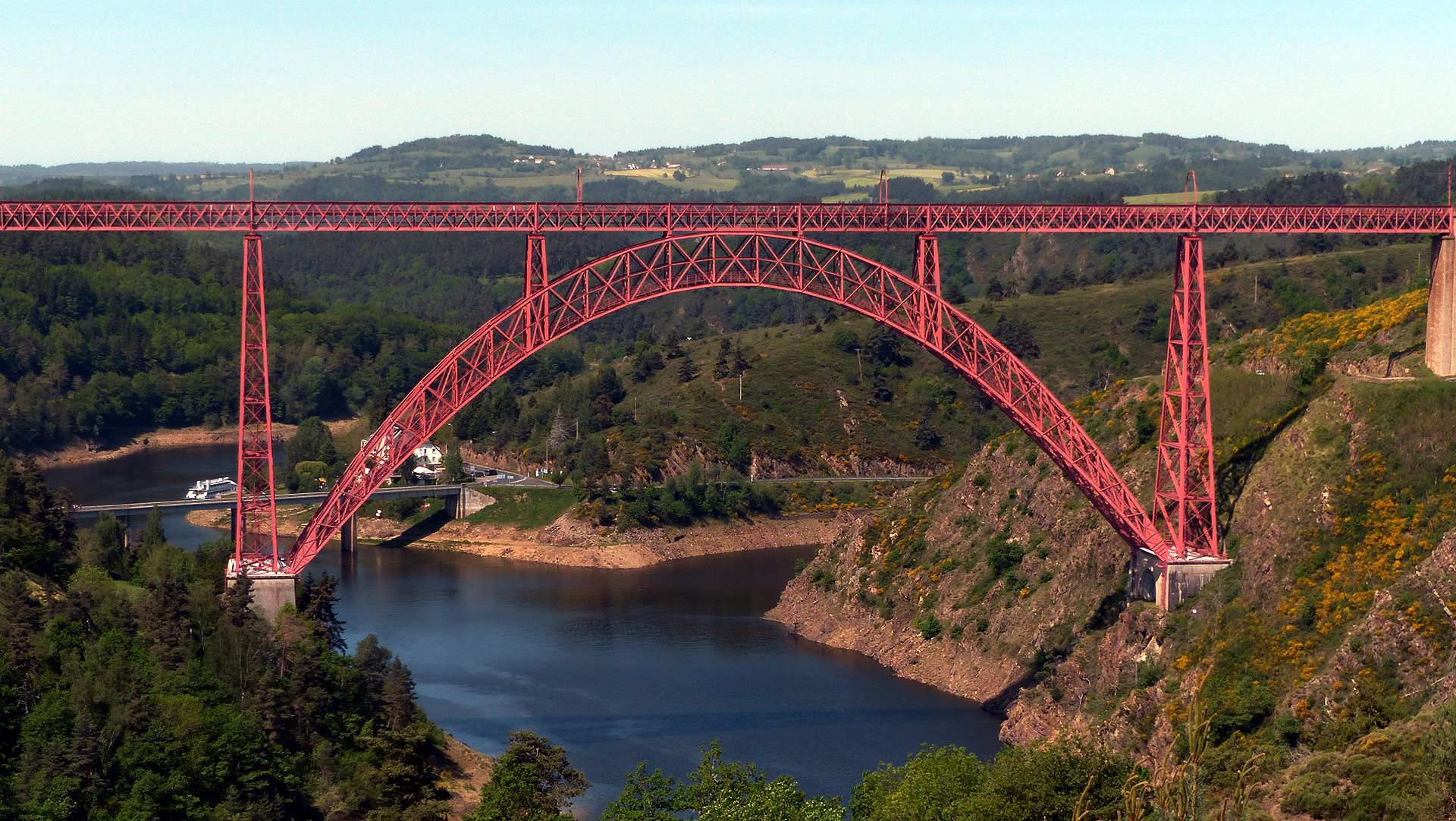
Il viadotto di Garabit, location di L'Enfer.

Segnato dalla scomparsa della moglie, Clouzot trascorse un periodo di inattività a Tahiti e nel gennaio 1962 tornò in patria per affrontare il suo progetto più ambizioso: L'Enfer, un'opera d'avanguardia per la quale il partner americano Columbia Pictures aveva garantito un budget illimitato. Partendo da un soggetto non particolarmente originale (la progressiva discesa nella paranoia di un uomo geloso della giovane moglie) il regista cercò di sviluppare soprattutto la dimensione artistica con sperimentazioni a livello ottico, alternando il colore al bianco e nero e attingendo agli elementi dal surrealismo. Per questo si affidò a un gruppo di artisti e tecnici ai quali lasciò la massima libertà per condurre una serie di esperimenti visivi.
Per l'ambientazione fu scelto un piccolo albergo del Cantal sovrastato dal viadotto ferroviario di Garabit, sulla riva di un lago artificiale che la EDF si stava apprestando a prosciugare e che rese necessario l'impiego di tre diversi team ciascuno su un set diverso. Clouzot lavorò in modo ossessivo durante le numerose settimane di riprese (durante le quali trovò anche il tempo per risposarsi con Henriette "Inès" Bise) girando alcune scene decine di volte anche a distanza di giorni, quasi incapace di gestire l'enorme grado di libertà concessagli e alla ricerca di una perfezione che non riusciva a trovare. Mentre l'attrice Romy Schneider si mostrò entusiasta di affidarsi alle sperimentazioni di Clouzot, il co-protagonista Serge Reggiani, decise di abbandonare le riprese, esasperato dalle richieste del regista e dalle lungaggini nella lavorazione, e fu sostituito da Jean-Louis Trintignant.
Alla fine del 1964 Clouzot fu colpito da infarto e dovette essere ricoverato in ospedale. I medici gli ordinarono di interrompere ogni attività e le compagnie assicurative lo costrinsero ad abbandonare definitivamente il suo progetto. Nel 2002 Jean-Louis Trintignant ha dichiarato: «Credo sinceramente che il film di Clouzot sarebbe stato straordinario. Quest'uomo era pazzo, megalomane. Normale che ha avuto un infarto! C'erano tre squadre che giravano contemporaneamente, e lui passava da un set ad un altro a bordo di un grande Mercedes cabriolet».

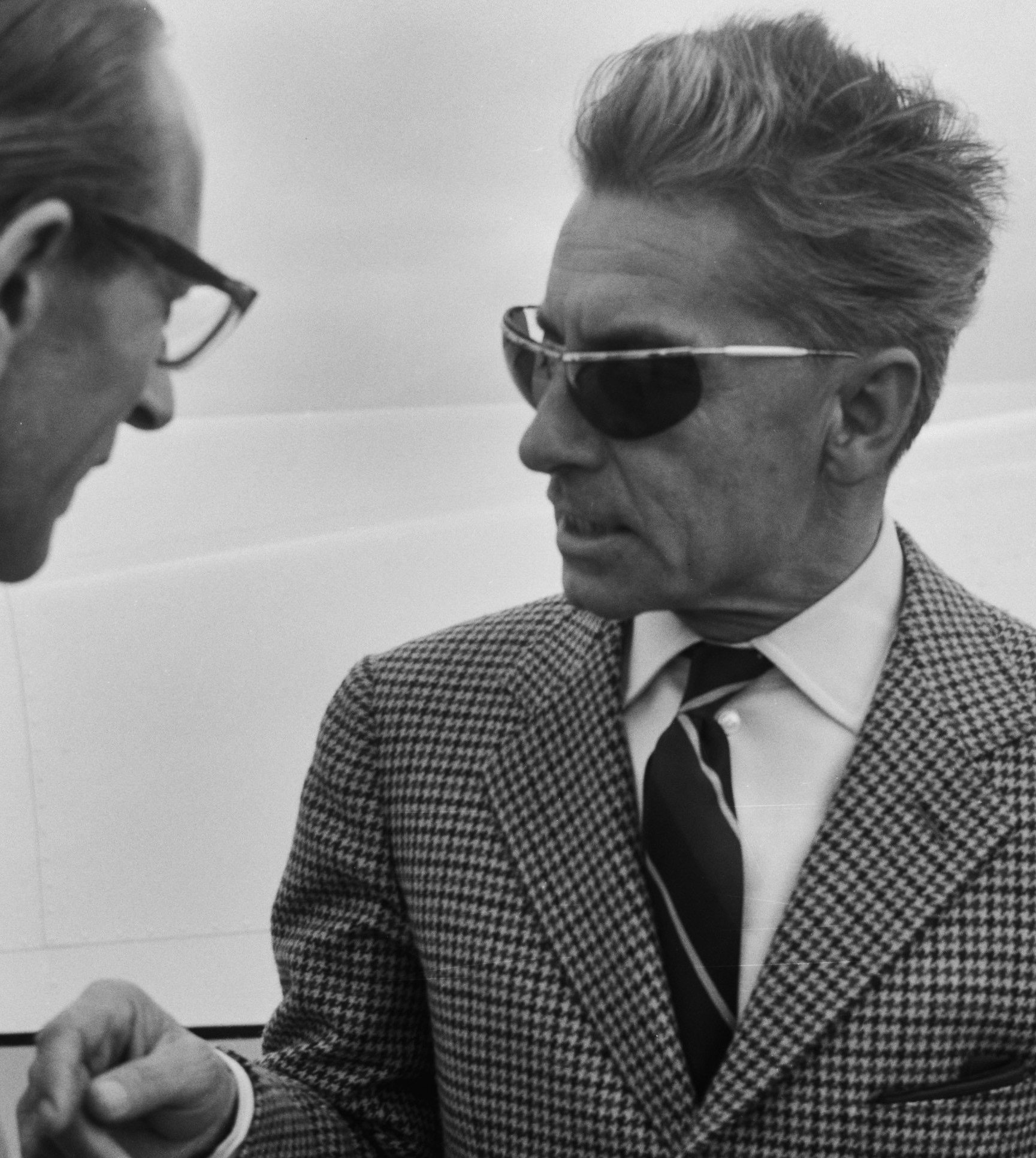
Il direttore d'orchestra Herbert von Karajan.

Appena un anno dopo riuscì a tornare in pista grazie al direttore d'orchestra Herbert von Karajan, che gli chiese di riprenderlo durante la direzione della Sinfonia n. 4 di Robert Schumann con i Wiener Symphoniker. Clouzot si lanciò in questo progetto e cercò di approfondire l'argomento facendo ricerche musicali e imparando a leggere le partiture. L'ingegnere del suono Jean-Louis Ducarme ha ricordato che il regista «era d'accordo con von Karajan nel filmare tutto in playback perché von Karajan voleva qualcosa di molto curato. Ci furono scintille tra i due. Avevano le stesse preoccupazioni e volevano controllare tutto. Clouzot era letteralmente affascinato da questo titano della musica».
Oltre alla Sinfonia n. 4 di Schumann, tra il 1965 e il 1967, Clouzot diresse altri quattro concerti di von Karajan per la televisione francese: la Messa da Requiem di Giuseppe Verdi e le Sinfonie n. 9 di Antonín Dvořák e n. 5 di Beethoven (entrambe del 1966, con Karajan alla guida dei Berliner Philharmoniker) e il Concerto per violino e orchestra n. 5 di Mozart. Alla fine della collaborazione, von Karajan scrisse a Clouzot: «Mi tolgo il cappello davanti ad un uomo che non è un musicista professionista e impara una partitura come il Requiem in 10 giorni. Per arrivare dove siete arrivato voi mi ci sono voluti 10 anni. Ma vi devo molto di più. Mi sono reso conto di quanto mi avete liberato da qualsiasi complesso. Liberato nel senso più forte della parola e rimango vostro debitore fino alla fine della mia vita».
Clouzot dimostrò di essere ancora in grado di assumere la pesantezza di una ripresa e le compagnie assicurative accettarono di lasciarlo lavorare di nuovo. Dal mancato progetto con le Éditions Julliard per un album fotografico di nudi trattati con luci ed effetti psichedelici (tra cui quelli di Dany Carrel e Romy Schneider), trasse spunto per la storia di fotografo la cui ossessione erotica si mescola al suo gusto per l'arte contemporanea. «Nella sceneggiatura iniziale c'era un personaggio, un fotografo professionista, troppo simile a quello di Blow-Up», ha detto Clouzot, «ho strappato la sceneggiatura. Ma dovevo girare il film due mesi dopo. Non mi sono tirato indietro e in due mesi ho scritto una sceneggiatura che era più o meno quella di La prigioniera».

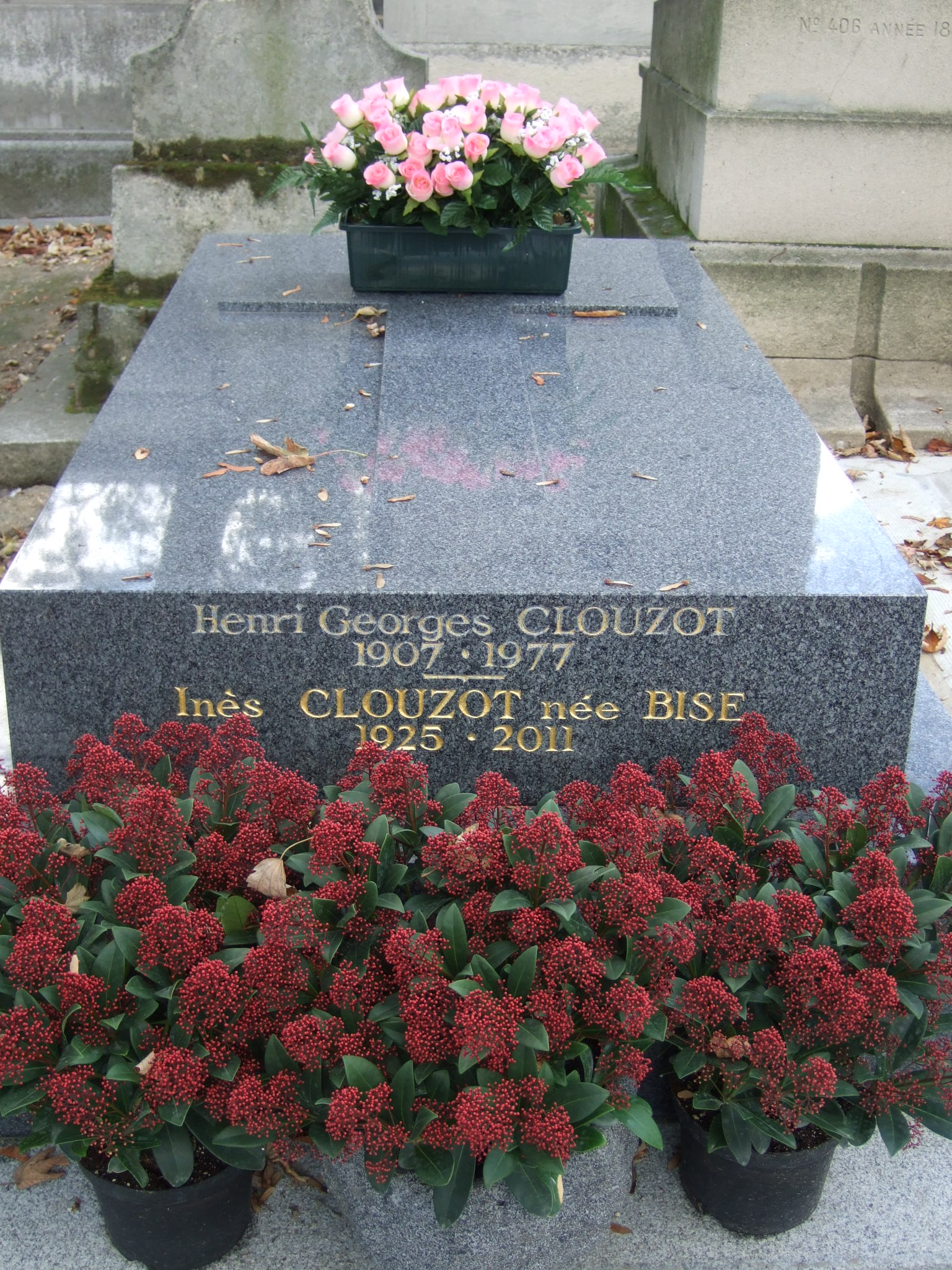
La tomba di Henri-Georges e Inès Clouzot nel cimitero di Montmartre.

Il film rivelò le ossessioni del regista, il voyeurismo, il fascino per l'equilibrio tra potere e sottomissione, e come ha ammesso lo stesso Clouzot era un film quasi autobiografico: «È quello che sento più vicino a me, il più sincero, quello in cui mi sono esposto di più». Le riprese iniziarono l'11 settembre 1967 e dopo appena due mesi il regista fu costretto a un lungo soggiorno in clinica a Saint-Paul-de-Vence, coincidente con gli eventi del Maggio francese.
Quando ad agosto la lavorazione riprese, l'autorità dispotica di Clouzot sembrò improvvisamente anacronistica. L'attore Bernard Fresson ha raccontato un episodio riguardante la protagonista femminile Élisabeth Wiener: «Alla fine di una lunga giornata di lavoro dovevamo finire una scena in cui stava piangendo. Non riusciva a piangere e Clouzot chiese al truccatore di portare il mentolo. Quest'ultimo, che sapeva che Élisabeth non lo sopportava, disse che non ne aveva più. Clouzot gli disse che era licenziato. Voleva soffiarle negli occhi, lei ha rifiutato e lui le ha dato due schiaffi. Lei glieli restituì, lui si gettò su di lei e caddero sul letto che crollò... Abbiamo ripreso otto giorni dopo, con la stessa scena».
Il film uscì alla fine dell'anno e fu praticamente ignorato dal pubblico. Negli anni successivi Clouzot continuò comunque a scrivere e a seguire diversi progetti che non avrebbe mai realizzato, tra cui anche quello di un film pornografico nel 1974. Il 12 gennaio 1977, in attesa di sottoporsi a un delicato intervento chirurgico a seguito di un edema polmonare, fu trovato senza vita sul pavimento del suo ufficio dalla moglie Inès, mentre i diffusori dell'impianto stereo suonavano La dannazione di Faust di Hector Berlioz.
Henri-Georges Clouzot è sepolto a Parigi nel cimitero di Montmartre.

## Filmografia

### Regista e sceneggiatore
- Tout pour l'amour (1933)[38]
- Château de rêve (1933)[39]
- Caprice de princesse (1934)[40]
- L'assassino abita al 21 (L'assassin habite au 21) (1942)
- Il corvo (Le Corbeau) (1943)
- Legittima difesa (Quai des Orfèvres) (1947)
- Manon (1949)
- Ritorna la vita (Retour à la vie) (1949) – Episodio Le retour de Jean
- Un marito per mia madre (Miquette et sa mère) (1950)
- Vite vendute (Le Salaire de la peur) (1953)
- I diabolici (Les Diaboliques) (1955)
- Il mistero Picasso (Le Mystère Picasso) (1956) – Documentario
- Le spie (Les Espions) (1957)
- La verità (La Vérité) (1960)
- La prigioniera (La Prisonnière) (1968)

### Solo sceneggiatore
- Ma cousine de Varsovie, regia di Carmine Gallone (1931)
- Di notte a Parigi (Un soir de rafle), regia di Carmine Gallone (1931)
- Le Chanteur inconnu, regia di Viktor Turžanskij (1931)
- Je serai seule après minuit, regia di Jacques de Baroncelli (1931)
- Niebla, regia di Benito Perojo (1932)
- Le Dernier Choc, regia di Jacques de Baroncelli (1932)
- Faut-il les marier ?, regia di Pierre Billon e Karel Lamač (1932)
- Le Roi des palaces, regia di Carmine Gallone (1932)
- La Chanson d'une nuit, regia di Pierre Colombier e Anatole Litvak (1933)
- Se fossi re (Éducation de prince), regia di Alexander Esway (1938)
- Le Révolté, regia di Léon Mathot (1938)
- Il mondo crollerà (Le monde tremblera), regia di Richard Pottier (1939)
- Le Duel, regia di Pierre Fresnay (1941)
- L'ultimo dei sei (Le Dernier des six), regia di Georges Lacombe (1941)
- Gioventù traviata (Les Inconnus dans la maison), regia di Henri Decoin (1942)
- S.O.S. Lutezia (Si tous les gars du monde), regia di Christian-Jaque (1956)
- L'inferno (L'Enfer), regia di Claude Chabrol (1994) – Autore del soggetto

### Solo regista
- La Terreur des Batignolles (1931) – Cortometraggio
- Die Kunst des Dirigierens (1965) – Serie televisiva

## Riconoscimenti
- Premio Oscar
1961 – Candidatura per il miglior film straniero per La verità
- Festival di Cannes
1949 – Candidatura al Grand Prix per Ritorna la vita[41]
1953 – Grand Prix per Vite vendute
1956 – Premio Speciale della Giuria per Il mistero Picasso
1956 – Candidatura alla Palma d'oro per Il mistero Picasso
- Mostra internazionale d'arte cinematografica di Venezia
1947 – Premio internazionale per la miglior regia per Legittima difesa
1947 – Candidatura al Gran Premio Internazionale per Legittima difesa
1949 – Leone d'oro per Manon
- Festival internazionale del cinema di Berlino
1953 – Orso d'oro per Vite vendute
- BAFTA Awards
1955 – Miglior film internazionale per Vite vendute
- Syndicat français de la critique de cinéma
1950 – Premio Méliès per il miglior film per Manon
1954 – Premio Méliès per il miglior film per Vite vendute
- Premio Louis-Delluc
1954 – Premio Louis-Delluc per I diabolici
- Blue Ribbon Awards
1955 – Miglior film straniero per Vite vendute
- Festival internazionale del cinema di San Sebastián
1956 – Migliore sceneggiatura di un film straniero per S.O.S. Lutezia[42]
- Edgar Allan Poe Awards
1956 – Premio speciale per il miglior film straniero per I diabolici
- Grand prix du cinéma français
1960 – Miglior regista per La verità
- Festival internazionale del cinema di Mar del Plata
1961 – Astor d'argento al miglior regista per La verità
1961 – Candidatura all'Astor d'oro al miglior film per La verità

## Omaggi e remake
Sono tre i remake di film scritti e diretti da Henri-Georges Clouzot:
- La penna rossa (remake de Il corvo) diretto nel 1951 da Otto Preminger e interpretato da Linda Darnell e Charles Boyer
- Il salario della paura (remake di Vite vendute) diretto nel 1977 da William Friedkin, con Roy Scheider come protagonista.
- Diabolique (remake de I diabolici) diretto nel 1996 da Jeremiah S. Chechik, con Sharon Stone, Isabelle Adjani e Chazz Palminteri.

Nel 1994, il regista Claude Chabrol ha diretto il film L'inferno, portando per la prima volta sul grande schermo il soggetto di L'Enfer. Il film incompiuto di Clouzot è stato anche oggetto di un documentario, L'Enfer d'Henri-Georges Clouzot, diretto nel 2009 da Serge Bromberg e Ruxandra Medrea e vincitore del Premio César come miglior documentario.
Un documentario televisivo sulla carriera del regista, Le scandale Clouzot, è stato diretto da Pierre-Henri Gibert e trasmesso in Francia il 15 novembre 2017.